# Lex de bello indicendo
La Lex de bello indicendo era una facultad que otorgaba a los comicios centuriados la potestad para decidir a quién declaraba Roma la guerra.
La Roma republicana estaba gobernada por una serie de instituciones; a saber: Senado, Magistraturas y Comicios. Si bien las relaciones exteriores corrían a cargo del senado y de los cónsules (magistrados supremos), la decisión última de declarar la guerra a un enemigo de Roma corría a cargo del pueblo romano, los cuales manifestaban su decisión a través de los Comitia Centuriata mediante votación por centurias.
Este sistema que podría catalogarse como democrático, es en realidad de corte oligárquico. Así pues, la mitad de las centurias pertenecían a las clases patricias (senadores y ecuestres) y sobre ellos recaía pues, al votar primero en la asamblea, la decisión de llevar o no la guerra contra los enemigos de Roma.
- Datos: Q1822251